# 札幌市交通局120形電車
札幌市交通局120形電車（さっぽろしこうつうきょく120がたでんしゃ）は、札幌市交通局の前身である札幌市電気局が1929年に導入した札幌市電の路面電車車両である。

## 概要
1929年（昭和4年）に導入された木造4輪単車で、市営化後初の増備車。120～127号の8両。
110形まではダブルルーフであったが、この形式でシングルルーフが初めて採用され、扉間の窓も8個から7個に変更された。
1958年（昭和33年）、1959年（昭和34年）に110形と共に道産電車210形・220形に主要機器を譲って全車廃車となった（届出上は全車1959年12月に廃車）。

## 主要諸元
- 全長：8,229mm
- 全幅：2,210mm
- 全高：3,445mm
- 自重：7.0t
- 定員：42人
- 出力・駆動方式：18.65kW×2・吊り掛け式
- 台車型式：住友製鋼96Y-27N